# 美浦村
美浦村（みほむら）は、茨城県南部の県南地域、稲敷郡にある霞ヶ浦に面した村。茨城県内で2つしかない村の一つである（もう一つは東海村）。

## 概要
霞ヶ浦の南西に位置し、人口13,708人、面積34.03km²（2024年9月1日）。
村内には日本中央競馬会（JRA）の美浦トレーニングセンター、日本テキサスインスツルメンツ美浦工場、ホギメディカル美浦工場がある。

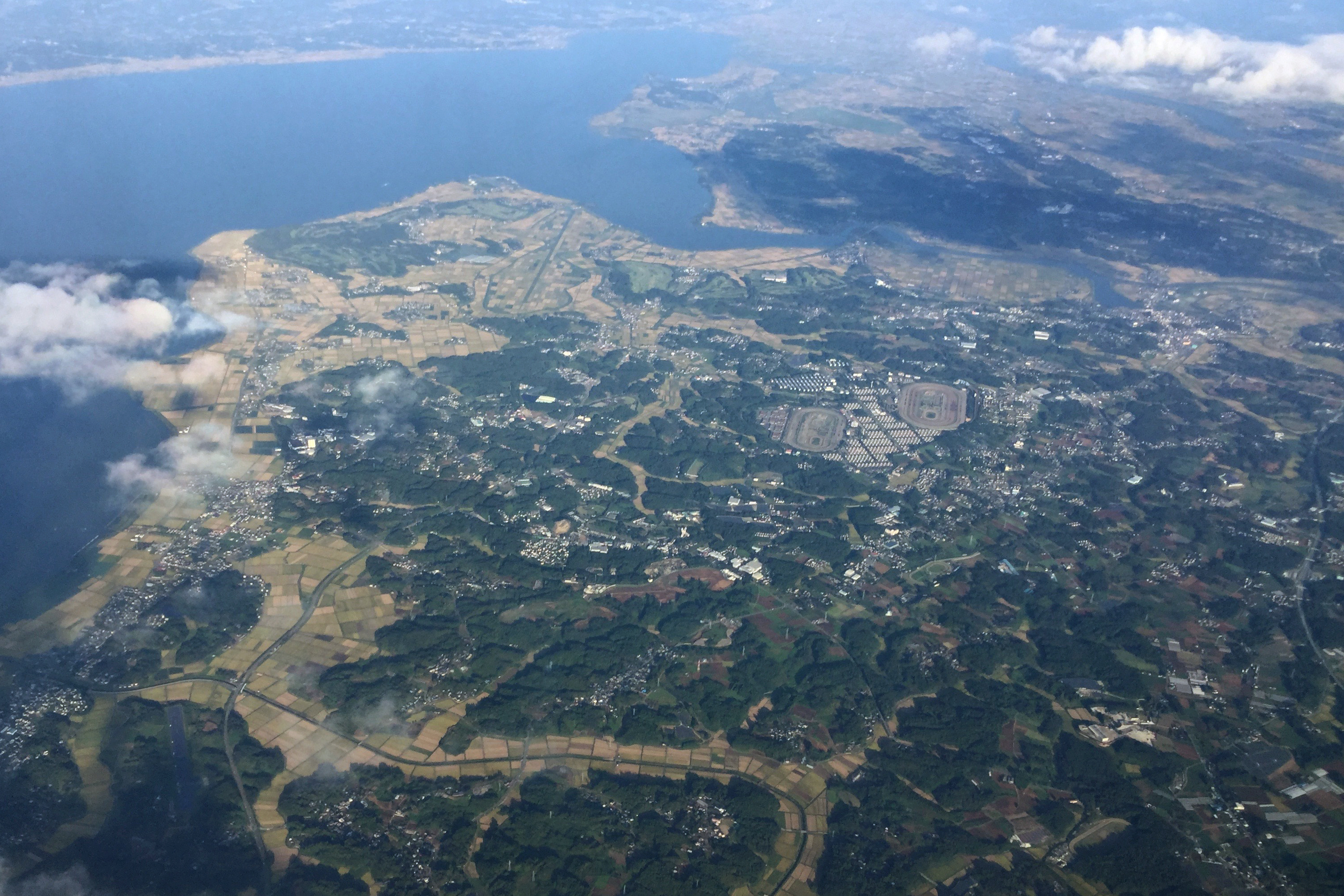
美浦村を西から望む。左が霞ヶ浦で右上が稲敷市。

2006年に西隣の阿見町との合併・市制施行（「霞南市（かなんし）」）が検討されたが、2005年1月30日に執行された「美浦村の合併について村民の意思を問う住民投票」において、反対多数（「賛成(41.9％)」「反対(58.1％)」）により合併は中止された。
インターネットやスマホの影響で、減少した家族や友人などと過ごす時間を増やすために、2011年から「ノーテレビ・ノーゲーム運動」を取り組んでいる。

## 地理
- 河川：清明川
- 湖沼：霞ヶ浦

### 隣接している自治体
- 稲敷市
- 稲敷郡阿見町

## 歴史
- 縄文時代 - 陸平貝塚（国指定）。
- 1955年（昭和30年） - 木原村・安中村と、舟島村の中の舟子地区が合併し、稲敷郡霞（かすみ）村と命名されたが、即日美浦村に改称された。初代村長は市川郁三。
- 1978年（昭和53年）4月10日 - JRA・美浦トレーニングセンターが開場。
- 2001年（平成13年）9月6日 - 大字請領を大字受領へ字名改称[3]。

### 行政区域変遷
- 変遷の年表

| 美浦村村域の変遷（年表） | 美浦村村域の変遷（年表） | 美浦村村域の変遷（年表） |
| 年                       | 月日                     | 現美浦村村域に関連する行政区域変遷 |
| ------------------------ | ------------------------ | --- |
| 1889年（明治22年）       | 4月1日                   | 町村制施行に伴い、以下の村がそれぞれ発足。 - 木原村 ← 木原村・請領村・大須賀津村・茂呂村・宮地村・布佐村・大谷村・信太村・興津村 - 安中村 ← 大山村・土浦村・馬見山村・山王村・八井田村・山内村・谷中村・大塚村・中野内村・ 木村・定光村・本橋村・間野村・牛込村・堀田村・根本村・根火村・馬掛村 - 舟島村 ← 舟子村・島津村・竹来村・掛馬村 |
| 1896年（明治29年）       | 4月1日                   | 信太郡は河内郡と合併し稲敷郡が発足。 |
| 1955年（昭和30年）       | 4月1日                   | 木原村・安中村と舟島村の一部（舟子）が合併し霞（かすみ）村が発足。 即日、美浦村に改称。 |

- 変遷表

| 美浦村村域の変遷表 | 美浦村村域の変遷表 | 美浦村村域の変遷表  | 美浦村村域の変遷表 | 美浦村村域の変遷表        | 美浦村村域の変遷表  | 美浦村村域の変遷表                  | 美浦村村域の変遷表 | 美浦村村域の変遷表 |
| 1868年 以前        | 1868年 以前        | 明治元年 - 明治22年 | 明治22年 4月1日    | 明治22年 - 昭和19年       | 明治22年 - 昭和19年 | 昭和20年 - 昭和64年]                | 平成元年 - 現在    | 現在               |
| ------------------ | ------------------ | ------------------- | ------------------ | ------------------------- | ------------------- | ----------------------------------- | ------------------ | ------------------ |
| 信太郡             |                    | 木原村              | 木原村             | 明治29年4月1日 稲敷郡発足 | 木原村              | 昭和30年4月1日 霞村 即日改称 美浦村 | 美浦村             | 美浦村             |
| 信太郡             | 請領村             |                     | 木原村             | 明治29年4月1日 稲敷郡発足 | 木原村              | 昭和30年4月1日 霞村 即日改称 美浦村 | 美浦村             | 美浦村             |
| 信太郡             | 大須賀津村         |                     | 木原村             | 明治29年4月1日 稲敷郡発足 | 木原村              | 昭和30年4月1日 霞村 即日改称 美浦村 | 美浦村             | 美浦村             |
| 信太郡             | 茂呂村             |                     | 木原村             | 明治29年4月1日 稲敷郡発足 | 木原村              | 昭和30年4月1日 霞村 即日改称 美浦村 | 美浦村             | 美浦村             |
| 信太郡             | 宮地村             |                     | 木原村             | 明治29年4月1日 稲敷郡発足 | 木原村              | 昭和30年4月1日 霞村 即日改称 美浦村 | 美浦村             | 美浦村             |
| 信太郡             | 布佐村             |                     | 木原村             | 明治29年4月1日 稲敷郡発足 | 木原村              | 昭和30年4月1日 霞村 即日改称 美浦村 | 美浦村             | 美浦村             |
| 信太郡             | 大谷村             |                     | 木原村             | 明治29年4月1日 稲敷郡発足 | 木原村              | 昭和30年4月1日 霞村 即日改称 美浦村 | 美浦村             | 美浦村             |
| 信太郡             | 信太村             |                     | 木原村             | 明治29年4月1日 稲敷郡発足 | 木原村              | 昭和30年4月1日 霞村 即日改称 美浦村 | 美浦村             | 美浦村             |
| 信太郡             | 興津村             |                     | 木原村             | 明治29年4月1日 稲敷郡発足 | 木原村              | 昭和30年4月1日 霞村 即日改称 美浦村 | 美浦村             | 美浦村             |
| 信太郡             |                    | 大山村              | 安中村             | 明治29年4月1日 稲敷郡発足 | 安中村              | 昭和30年4月1日 霞村 即日改称 美浦村 | 美浦村             | 美浦村             |
| 信太郡             | 土浦村             |                     | 安中村             | 明治29年4月1日 稲敷郡発足 | 安中村              | 昭和30年4月1日 霞村 即日改称 美浦村 | 美浦村             | 美浦村             |
| 信太郡             | 馬見山村           |                     | 安中村             | 明治29年4月1日 稲敷郡発足 | 安中村              | 昭和30年4月1日 霞村 即日改称 美浦村 | 美浦村             | 美浦村             |
| 信太郡             | 山王村             |                     | 安中村             | 明治29年4月1日 稲敷郡発足 | 安中村              | 昭和30年4月1日 霞村 即日改称 美浦村 | 美浦村             | 美浦村             |
| 信太郡             | 八井田村           |                     | 安中村             | 明治29年4月1日 稲敷郡発足 | 安中村              | 昭和30年4月1日 霞村 即日改称 美浦村 | 美浦村             | 美浦村             |
| 信太郡             | 山内村             |                     | 安中村             | 明治29年4月1日 稲敷郡発足 | 安中村              | 昭和30年4月1日 霞村 即日改称 美浦村 | 美浦村             | 美浦村             |
| 信太郡             | 谷中村             |                     | 安中村             | 明治29年4月1日 稲敷郡発足 | 安中村              | 昭和30年4月1日 霞村 即日改称 美浦村 | 美浦村             | 美浦村             |
| 信太郡             | 大塚村             |                     | 安中村             | 明治29年4月1日 稲敷郡発足 | 安中村              | 昭和30年4月1日 霞村 即日改称 美浦村 | 美浦村             | 美浦村             |
| 信太郡             | 中野内村           |                     | 安中村             | 明治29年4月1日 稲敷郡発足 | 安中村              | 昭和30年4月1日 霞村 即日改称 美浦村 | 美浦村             | 美浦村             |
| 信太郡             | 木村               |                     | 安中村             | 明治29年4月1日 稲敷郡発足 | 安中村              | 昭和30年4月1日 霞村 即日改称 美浦村 | 美浦村             | 美浦村             |
| 信太郡             | 定光村             |                     | 安中村             | 明治29年4月1日 稲敷郡発足 | 安中村              | 昭和30年4月1日 霞村 即日改称 美浦村 | 美浦村             | 美浦村             |
| 信太郡             | 本橋村             |                     | 安中村             | 明治29年4月1日 稲敷郡発足 | 安中村              | 昭和30年4月1日 霞村 即日改称 美浦村 | 美浦村             | 美浦村             |
| 信太郡             | 間野村             |                     | 安中村             | 明治29年4月1日 稲敷郡発足 | 安中村              | 昭和30年4月1日 霞村 即日改称 美浦村 | 美浦村             | 美浦村             |
| 信太郡             | 牛込村             |                     | 安中村             | 明治29年4月1日 稲敷郡発足 | 安中村              | 昭和30年4月1日 霞村 即日改称 美浦村 | 美浦村             | 美浦村             |
| 信太郡             | 堀田村             |                     | 安中村             | 明治29年4月1日 稲敷郡発足 | 安中村              | 昭和30年4月1日 霞村 即日改称 美浦村 | 美浦村             | 美浦村             |
| 信太郡             | 根本村             |                     | 安中村             | 明治29年4月1日 稲敷郡発足 | 安中村              | 昭和30年4月1日 霞村 即日改称 美浦村 | 美浦村             | 美浦村             |
| 信太郡             | 根火村             |                     | 安中村             | 明治29年4月1日 稲敷郡発足 | 安中村              | 昭和30年4月1日 霞村 即日改称 美浦村 | 美浦村             | 美浦村             |
| 信太郡             | 馬掛村             |                     | 安中村             | 明治29年4月1日 稲敷郡発足 | 安中村              | 昭和30年4月1日 霞村 即日改称 美浦村 | 美浦村             | 美浦村             |
| 信太郡             |                    | 舟子村              | 舟島村 の一部      | 明治29年4月1日 稲敷郡発足 | 舟島村の一部        | 昭和30年4月1日 霞村 即日改称 美浦村 | 美浦村             | 美浦村             |

## 人口
| |                                        |  |
| 美浦村と全国の年齢別人口分布（2005年） | 美浦村の年齢・男女別人口分布（2005年） |  |
| ■紫色 ― 美浦村 ■緑色 ― 日本全国 | ■青色 ― 男性 ■赤色 ― 女性              |  |
| 美浦村（に相当する地域）の人口の推移 \| 1970年（昭和45年） \| 8,066人 \| \| \| 1975年（昭和50年） \| 8,161人 \| \| \| 1980年（昭和55年） \| 13,509人 \| \| \| 1985年（昭和60年） \| 14,162人 \| \| \| 1990年（平成2年） \| 14,348人 \| \| \| 1995年（平成7年） \| 17,767人 \| \| \| 2000年（平成12年） \| 18,219人 \| \| \| 2005年（平成17年） \| 18,118人 \| \| \| 2010年（平成22年） \| 17,299人 \| \| \| 2015年（平成27年） \| 15,842人 \| \| \| 2020年（令和2年） \| 14,602人 \| \| |                                        |  |
| 総務省統計局 国勢調査より |                                        |  |
| 1970年（昭和45年） | 8,066人                                |  |
| 1975年（昭和50年） | 8,161人                                |  |
| 1980年（昭和55年） | 13,509人                               |  |
| 1985年（昭和60年） | 14,162人                               |  |
| 1990年（平成2年） | 14,348人                               |  |
| 1995年（平成7年） | 17,767人                               |  |
| 2000年（平成12年） | 18,219人                               |  |
| 2005年（平成17年） | 18,118人                               |  |
| 2010年（平成22年） | 17,299人                               |  |
| 2015年（平成27年） | 15,842人                               |  |
| 2020年（令和2年） | 14,602人                               |  |

- 日本全国の村の中で、沖縄県中頭郡読谷村、茨城県那珂郡東海村、沖縄県中頭郡中城村、福島県西白河郡西郷村、沖縄県中頭郡北中城村に次ぎ、全国で6番目に人口の多い村である（2020年現在）。河内町、五霞町より人口が多い。
- 美浦トレーニングセンター敷地内には、厩務員宿舎・騎手宿舎・独身寮・JRA職員宿舎などがあり、当施設に所属・在籍の厩舍関係者・騎手・JRA職員などとその家族の約1,000世帯3,000名（2023年10月時点）が暮らしており[5]、これは美浦村の人口の約2割を占める。

## 行政
- 村長：中島 栄
- 広域事務：稲敷地方広域市町村圏事務組合

## 産業
漁業
- 木原漁港
- 安中漁港

## 姉妹都市･提携都市
（この節の出典）

### 国内
姉妹都市
- 江南区横越地区（新潟県新潟市）
  - 1981年2月14日、旧中蒲原郡横越村と姉妹提携。

友好交流都市
- 大玉村（福島県安達郡）
- 茨城町（茨城県東茨城郡）
  - 2012年8月29日、3町村で「災害時相互応援に関する協定書」を締結。2017年10月13日、3町村で「友好交流都市協定」を締結。

特産品相互取扱協定
- 栗東市（滋賀県）
  - 2017年8月10日、締結。

### 海外
相互交流協定
- 中華民国（台湾） - 台北市立敦化国民中学
  - 2016年10月、美浦中学校と相互交流の協定を締結。

- 臨桂区（中華人民共和国広西チワン族自治区桂林市）については、2020年現在、村の公式サイトには友好都市としての記述がない（交流を解消したのかどうかは、不明）。

## 教育
- 中学校
  - 村立美浦中学校
- 小学校
  - 村立木原小学校
  - 村立安中小学校
  - 村立大谷小学校
- 特別支援学校
  - 茨城県立美浦特別支援学校

## 交通

### 鉄道
村内を鉄道路線は通っていない。鉄道を利用する場合の最寄り駅は、JR東日本常磐線土浦駅。

### バス
土浦駅などへ向かう路線バスがある。（ジェイアールバス関東 - 土浦支店）
- かつては茨城観光自動車による木原から竜ヶ崎駅へ向かう路線があったが廃業にともない、ジェイアールバス関東に移管された。その際に竜ヶ崎南高校まで延長して運行されたが、2010年9月30日限りで廃止された。
- かつては東京駅行きの高速バスが村内を経由したが、2011年3月31日限りで廃止された。
- 2015年7月16日から2016年12月25日までの期間で、美浦村を含めた周辺5市町村で、「圏央道北東エリア 高速バス実証実験」が行われている。高速バスの乗り場は村内にはないが、稲敷市内に設けられた「稲敷美浦バスターミナル」と村内を結ぶ「稲敷美浦シャトルバス」が運行されている[7]。
  - 稲敷美浦シャトルバス：稲敷美浦バスターミナル - 稲敷市役所 - 美浦トレセン前 - 美浦村役場（さくら自動車の運行）

### 道路
- 一般国道
  - 国道125号
- 主要地方道
  - 茨城県道68号美浦栄線
- 一般県道
  - 茨城県道120号上新田木原線
  - 茨城県道122号大山江戸崎線
  - 茨城県道231号稲敷阿見線

## 名所・旧跡・観光スポット
- 木原城址
- 陸平貝塚
- 大山スロープ

## 出身
- 糸賀喜一 - 美浦村村長、美浦トレーニングセンターの誘致に携わった。
- 葉梨新五郎 - 衆議院議員。
- 金原亭馬の助 (2代目) - 落語家。
- 阿井英二郎 - 元プロ野球選手。北海道日本ハムファイターズのコーチを務めた。
- 長崎峻侑 - トランポリン競技選手
- 永作あいり - グラビアアイドル
- 南田雅昭 - 調教助手
- 吉永護 - 調教助手
- 武藤彩未 - 女性アイドル歌手、ファッションモデル、元さくら学院
- 原田大輝 - 元サッカー選手。スタリオン・ラグナFCに所属していた。